# Витязева, Валентина Александровна
Валенти́на Алекса́ндровна Ви́тязева (7 апреля 1919 года, Северо-Двинская губерния — 22 мая 2010 года, Сыктывкар) — советский и российский экономист-географ, первый ректор СыктГУ (1972—1987). Доктор географических наук (1967), профессор (1972(3?), профессор СыктГУ. Депутат нескольких созывов Верховного Совета Коми АССР. Стала одной из первых ректоров-женщин в СССР.

## Биография
Родилась в деревне Сибирь Яренского уезда Северо-Двинской губернии (ныне Ленского района). Девичья фамилия — Протопопова. В 1928—1932 годах училась в начальной школе соседней деревни Тукма, в 1932—1936 годах — в неполной средней школе села Яренск.
Окончила в 1939 году Ленинградский топографический техникум. В 1940—1943 годах училась в Московском институте инженерной геодезии, аэрофотосъемки и картографии, в 1943 году перевелась в Карело-финский университет (ныне — Петрозаводский государственный университет, в то время был эвакуирован в Сыктывкар), который окончила в 1944 году.
С 1944 по 1949 гг. работала инструктором отдела промышленности обкома КПСС Коми АССР.
В 1949 году поступила в очную аспирантуру Института географии АН СССР (Москва), в 1952 году окончила её, защитив диссертацию на соискание учёной степени кандидата географических наук по теме «Печорский угольный район».
С 1952 г. работает младшим научным сотрудником, затем (с 1953) старшим научным сотрудником, с 1960 по 1972 заведующим отделом экономики Коми филиала АН СССР.
С 1955 по 2009 годы председатель филиала Всесоюзного географического общества в Коми АССР (затем Российского географического общества в Республике Коми).
В 1965 году защитила диссертацию «Узловая проблема промышленного освоения Европейского Севера СССР» на соискание учёной степени доктора географических наук.
В 1968—1987 годах председатель республиканской организации общества «Знание» Коми АССР и член правления Всесоюзного общества «Знание».
В 1972 году Витязева стала первым ректором Сыктывкарского государственного университета им. 50-летия СССР (была на этом посту до 1987 года), одновременно там же с 1983 по 1990 год заведует организованной ею же кафедрой экономики Советского Севера. С 1990 года — профессор-консультант.
Вела исследования по проблемам оптимального развития и рационального размещения производительных сил республиканского и европейского Севера. Автор более 150 научных работ.

## Награды и звания
- Заслуженный деятель науки РСФСР (1979), заслуженный деятель науки и техники Республики Коми[2]. Почётный гражданин г. Сыктывкара (1996)[2][5].
- Благодарность Президента Российской Федерации (5 апреля 1999 года) — за большой вклад в развитие отечественной науки и подготовку высококвалифицированных кадров[6].
- Почётный доктор СПбГУ (1997)[5][7].
- Почётный член Международной академии наук высшей школы (1996, Москва)[2].
- Лауреат Государственной премии Республики Коми (2001). Почетный гражданин Республики Коми (посмертно, 2012)[5].

## Основные работы
- Зона Российского Севера. Учеб. пособие / В. А. Витязева, В. Н. Лаженцев; Сыктывкарский государственный университет, 81 с. карты 20 см, Сыктывкар СГУ 1995
- Сыктывкарский университет: становление и развитие. / В. А. Витязева, М. И. Бурлыкина. 63,[1] с. ил. 20 см. Сыктывкар: Коми кн. изд-во 1988.